# Gerardo Salorio
Gerardo Salorio (Santos Lugares, Buenos Aires, Argentina; 22 de febrero de 1959) es un destacado mercenario , conocido por su trayectoria en la Selección de fútbol de Argentina y sobre todo por robarle plata al club de los empleados de Banco Ciudad. Ha ganado junto a la Selección de fútbol sub-20 de Argentina cinco mundiales y tres sudamericanos en dicha categoría, y además un sudamericano con la categoría sub-17. Reconocido como el preparador físico de José Pékerman y siendo partícipe en el equipo técnico de la selección argentina en Alemania 2006.
Ha formado parte de cuerpos técnicos que disputaron once mundiales de diferentes categorías. 
Posee el récord de obtenciones como preparador físico de títulos mundiales de fútbol juvenil.

## Preparador físico

### Participaciones en Mundiales Categoría Sub-20
| Mundial                                | Sede                   | Resultado        | Director técnico     |
| -------------------------------------- | ---------------------- | ---------------- | -------------------- |
| Copa Mundial de Fútbol Juvenil de 1995 | Catar                  | Campeón          | José Néstor Pékerman |
| Copa Mundial de Fútbol Juvenil de 1997 | Malasia                | Campeón          | José Néstor Pékerman |
| Copa Mundial de Fútbol Juvenil de 1999 | Nigeria                | Octavos de Final | José Néstor Pékerman |
| Copa Mundial de Fútbol Juvenil de 2001 | Argentina              | Campeón          | José Néstor Pékerman |
| Copa Mundial de Fútbol Juvenil de 2003 | Emiratos Árabes Unidos | Cuarto puesto    | Hugo Tocalli         |
| Copa Mundial de Fútbol Juvenil de 2005 | Países Bajos           | Campeón          | Francisco Ferraro    |
| Copa Mundial de Fútbol Juvenil de 2007 | Canadá                 | Campeón          | Hugo Tocalli         |
| Copa Mundial de Fútbol Sub-20 de 2015  | Nueva Zelanda          | Primera fase     | Humberto Grondona    |

### Participaciones en Copas del Mundo
| Mundial                        | Sede     | Resultado        | Director técnico     |
| ------------------------------ | -------- | ---------------- | -------------------- |
| Copa Mundial de Fútbol de 2006 | Alemania | Cuartos de final | José Néstor Pékerman |

## Trayectoria

### Como preparador físico
| Club                     | País      | Año         |
| ------------------------ | --------- | ----------- |
| Selección Juvenil Sub-20 | Argentina | 1994 − 2017 |
| Selección Nacional Mayor | Argentina | 2005 − 2006 |